# پرویز عمواوغلی
پرویز عمواوغلی بازیکن فوتبال ایرانی بود. وی در پست مدافع بازی می‌کرد. عمواوغلی سابقه بازی در تیم‌های شهاب و دوچرخه‌سواران را دارد. از وی به عنوان یکی از پایه‌گذاران باشگاه فوتبال استقلال تهران یاد می‌شود.

## دوران حرفه‌ای
عمواوغلی سرپرست و بازیکن تیم شهاب بود که در زمستان ۱۳۲۴ به همراه بازیکنانی از شهاب و تیم نادر باشگاه فوتبال دوچرخه‌سواران را پای‌گذاری کردند. پس از این عمواوغلی در این تیم به بازی مشغول شد و از نسل نخستین بازیکنان تاریخ این باشگاه است. در فروردین ۱۳۲۸نخستین انتخابات هیئت مدیره باشگاه برگزار شد و عمواوغلی نیز به عنوان یکی از اعضای هیئت مدیره برگزیده شد.سمت عمواوغلی در باشگاه قائم مقام تشکیلات تاج و معاون خسروانی بود.

## افتخارات

### دوچرخه‌سواران
- جام حذفی فوتبال تهران: ۱۳۲۶

## فدراسیون شنا
عمواوغلی بعد از فوتبال به ورزش شنا روی آورد و در سال‌های ۱۳۳۸ تا ۱۳۴۰ رئیس فدراسیون شنای ایران بود.
همچنین اولین قهرمان ایران در رشتهٔ کرال سینه (۱۳۱۹ش) و اولین کاپیتان تیم ملی واترپلوی ایران است. در زمان ریاست او اولین تیم شنای خارجی (ترکیه) برای مسابقه به ایران آمد. او را پدر رشتهٔ شنای مدرن در ایران می‌دانند.

## درگذشت
عمواوغلی در سال ۱۳۷۷ درگذشت.